# Un "jefe" de la Coronela

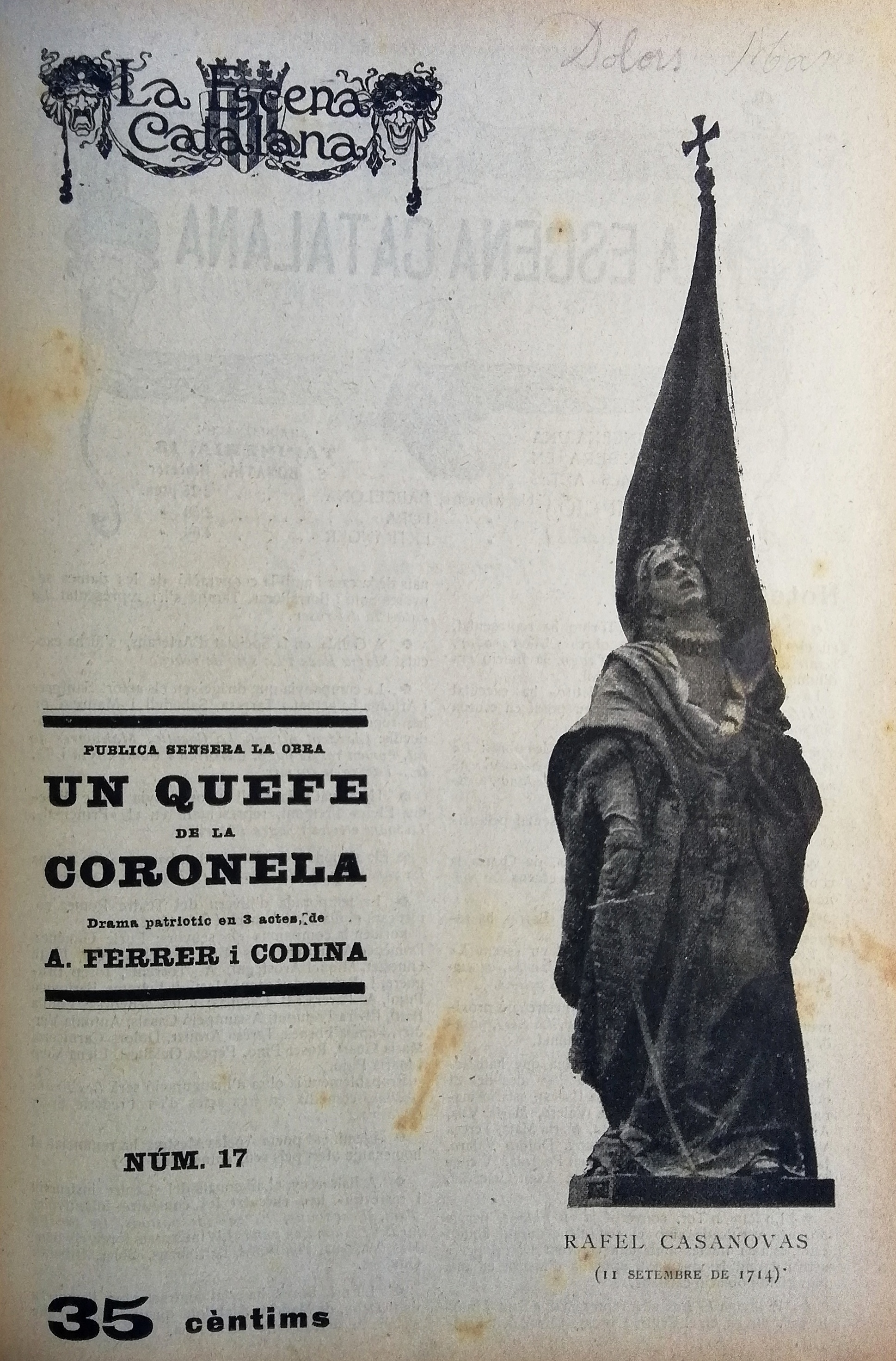
Edició publicada a Barcelona per La Escena Catalana l'any 1918

Un "jefe" de la Coronela és un drama bilingüe en tres actes i en vers, original d'Antoni Ferrer i Codina, estrenat al teatre Romea de Barcelona, la nit del 19 de desembre de 1867, per la companyia catalana del teatre. L'acció es situa durant el setge de Barcelona de la Guerra dels Segadors. L'autor dedica l'obra al seu pare.

## Repartiment de l'estrena
- Rafel Vilanova, "jefe" de la Coronela, 40 anys: Josep Clucellas
- Rita, 25 anys: Francisca Soler
- Quirze, 22 anys: Lleó Fontova
- Melcior, 72 anys: Miquel Llimona
- Roc, 30 anys: Iscle Soler
- Lluís, 35 anys: Josep Tomàs
- Un missatger castellà: ?
- Varis individus de la Coronela dels quals només un parla